# Żelisławki (przystanek kolejowy)
Żelisławki – nieczynny przystanek kolejowy w Żelisławkach, na skraju dolnej części wsi, od strony miejscowości Ulkowy.
Jednotorowa linia kolejowa nr 233 Pszczółki-Kościerzyna, na której znajdowała się stacja Żelisławki, powstała w 1885 w ramach budowy Królewskiej Kolei Wschodniej. Aż do 1930 była najkrótszą trasą łączącą Kościerzynę z Gdańskiem.
W 2000 roku zawieszono ruch pasażerski (odbywający się wówczas już tylko do Skarszew). Przez pewien czas kursowały jeszcze pociągi towarowe (do 2002 roku) i zastępcze linie autobusowe, po czym linia została rozebrana.
Na niezadaszonym, niskim peronie przystanku znajdowała się blaszana wiata przystankowa (obecnie nie istnieje). Nawierzchnię peronu stanowiły płyty chodnikowe, które po zawieszeniu ruchu usunięto.